# Liste der Baudenkmale in Wittenhagen
In der Liste der Baudenkmale in Wittenhagen sind alle Baudenkmale der Gemeinde Wittenhagen im Landkreis Vorpommern-Rügen und ihrer Ortsteile aufgelistet. Grundlage ist die Veröffentlichung der Denkmalliste des Landkreises Vorpommern-Rügen, Auszug aus der Kreisdenkmalliste vom Juli 2012.

## Gemeinde Wittenhagen

### Abtshagen
| ID   | Lage                  | Bezeichnung                                         | Beschreibung | Bild           |
| ---- | --------------------- | --------------------------------------------------- | --- | -------------- |
| 1324 | Am Feldrain 1 (Karte) | Wohnhaus                                            | |                |
| 1    | Postweg 2 (Karte)     | Wohnhaus                                            | |                |
| 2    | (Karte)               | Kirche mit Friedhof, Feldsteinmauer und Torpfeilern | Gotisches, 4-jochiges Kirchenschiff von 1380 mit Strebepfeiler und Kreuzrippengewölbe; Chor mit 5/10-Schluss; hölzerner Turm von 1667 mit Pyramidendach; südl. Sakristeianbau mit Kreuzrippengewölbe; neugotische Innenausstattung von 1843, Buchholz-Orgel von 1842. | Weitere Bilder |

### Glashagen
| ID   | Lage                 | Bezeichnung   | Beschreibung                                                                | Bild |
| ---- | -------------------- | ------------- | --------------------------------------------------------------------------- | ---- |
| 348  | Glashagen 24 (Karte) | Gutshaus      | 3-gesch. Backsteinbau von um 1900; zwei 3-gesch. Flügelbauten mit Mezzanin. |      |
| 1341 | B 194                | Meilenobelisk |                                                                             |      |

## Quelle
- Denkmalliste des Landkreises Vorpommern-Rügen